# Gare de Dancourt
La gare de Dancourt est une gare ferroviaire fermée de la ligne de Saint-Just-en-Chaussée à Douai, située sur le territoire de la commune de Dancourt-Popincourt, dans le département de Somme, en région Hauts-de-France.

## Situation ferroviaire
Établie à 88 mètres d'altitude, la gare de Dancourt est située au point kilométrique (PK) 112,826 de la ligne de Saint-Just-en-Chaussée à Douai, entre les gares de Grivillers et de Laucourt.

## Histoire
La ligne est fermée au trafic voyageurs ; il subsiste l'ancienne maison de garde-barrière et les vestiges des deux quais.